# Samen1
Samen1 is sinds 1 juni 2021 de publieke lokale omroep voor de gemeente Apeldoorn en wordt als rechtspersoon vertegenwoordigd door de Valouwe Media Stichting.

## Geschiedenis
De Valouwe Media Stichting werd in 2005 opgericht om destijds mee te kunnen doen aan de licentieaanvraag lokale omroep voor de gemeente Apeldoorn. In 2005 en 2015 werden aanvragen ingediend die uiteindelijk werden afgewezen, maar de aanvraag van 2020 werd gehonoreerd. Op 17 december 2020 stemde de gemeenteraad van Apeldoorn voor het beleidsplan zoals aangeboden aan de gemeente en het Commissariaat voor de Media. Na het doorlopen van diverse (juridische) procedures en praktische zaken verkreeg men op 13 april 2021 de definitieve aanwijzing en daarmee de officiële uitzendlicentie voor de periode 2021-2026.
De officiële start van de omroep was op 1 juni 2021, maar de televisie startte pas midden juli 2021 omdat diverse providers het TV kanaal moesten vrijgeven. 

## Studio

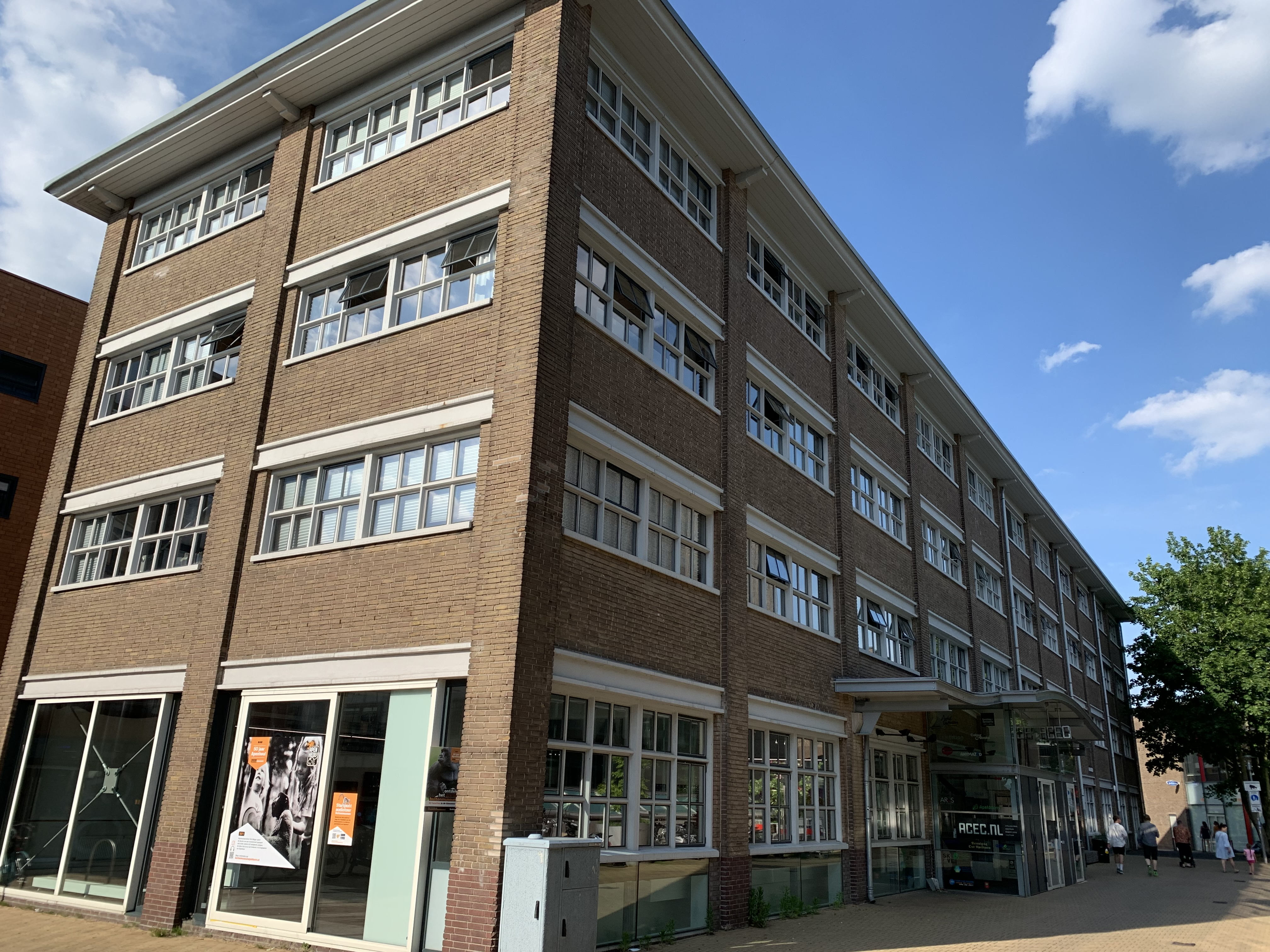
De studio's zijn gevestigd in het ACEC-gebouw

De omroep is gevestigd in het ACEC-gebouw in het Cultuurkwartier van de Apeldoornse binnenstad.